# Кабесейраш-ди-Башту
Кабесе́йраш-ди-Ба́шту (порт. Cabeceiras de Basto; [kɐbɨ'sɐiɾɐʃ dɨ 'baʃtu]) — посёлок городского типа в Португалии, центр одноимённого муниципалитета в составе округа Брага. Находится в составе крупной городской агломерации Большое Минью. По старому административному делению входил в провинцию Минью. Входит в экономико-статистический субрегион Аве, который входит в Северный регион. Численность населения — 4,4 тыс. жителей (город), 17,7 тыс. жителей (муниципалитет). Занимает площадь 240,88 км².
Покровителем города считается Николай Чудотворец.
Праздник города — 29 сентября.

## Расположение
| Google Map |

Город расположен в 37 км на восток от адм. центра округа города Брага.
Муниципалитет граничит:
- на севере — муниципалитет Монталегри
- на северо-востоке — муниципалитет Ботикаш
- на востоке — муниципалитет Рибейра-де-Пена
- на юго-востоке — муниципалитет Мондин-де-Башту
- на юге — муниципалитет Селорику-де-Башту
- на западе — муниципалитет Фафе
- на северо-западе — муниципалитет Виейра-ду-Минью

## История
Город основан в 1514 году.

## Население
| Численность населения муниципалитета по годам | Численность населения муниципалитета по годам | Численность населения муниципалитета по годам | Численность населения муниципалитета по годам | Численность населения муниципалитета по годам | Численность населения муниципалитета по годам | Численность населения муниципалитета по годам | Численность населения муниципалитета по годам | Численность населения муниципалитета по годам |
| --------------------------------------------- | --------------------------------------------- | --------------------------------------------- | --------------------------------------------- | --------------------------------------------- | --------------------------------------------- | --------------------------------------------- | --------------------------------------------- | --------------------------------------------- |
| 1801                                          | 1849                                          | 1900                                          | 1930                                          | 1960                                          | 1981                                          | 1991                                          | 2001                                          | 2004                                          |
| 8224                                          | 14 087                                        | 16 284                                        | 17 273                                        | 21 141                                        | 18 997                                        | 16 368                                        | 17 846                                        | 17 775                                        |

## Состав муниципалитета
В муниципалитет входят следующие районы:
- Абадин
- Алвите
- Арку-де-Баулье
- Башту
- Букуш
- Кабесейраш-де-Башту
- Кавеш
- Файа
- Гондиайнш
- Отейру
- Пайнзела
- Пассуш
- Педраса (Португалия)
- Рефожуш-де-Башту
- Риу-Дору
- Вила-Нуне
- Вилар-де-Куньяш

## См. также

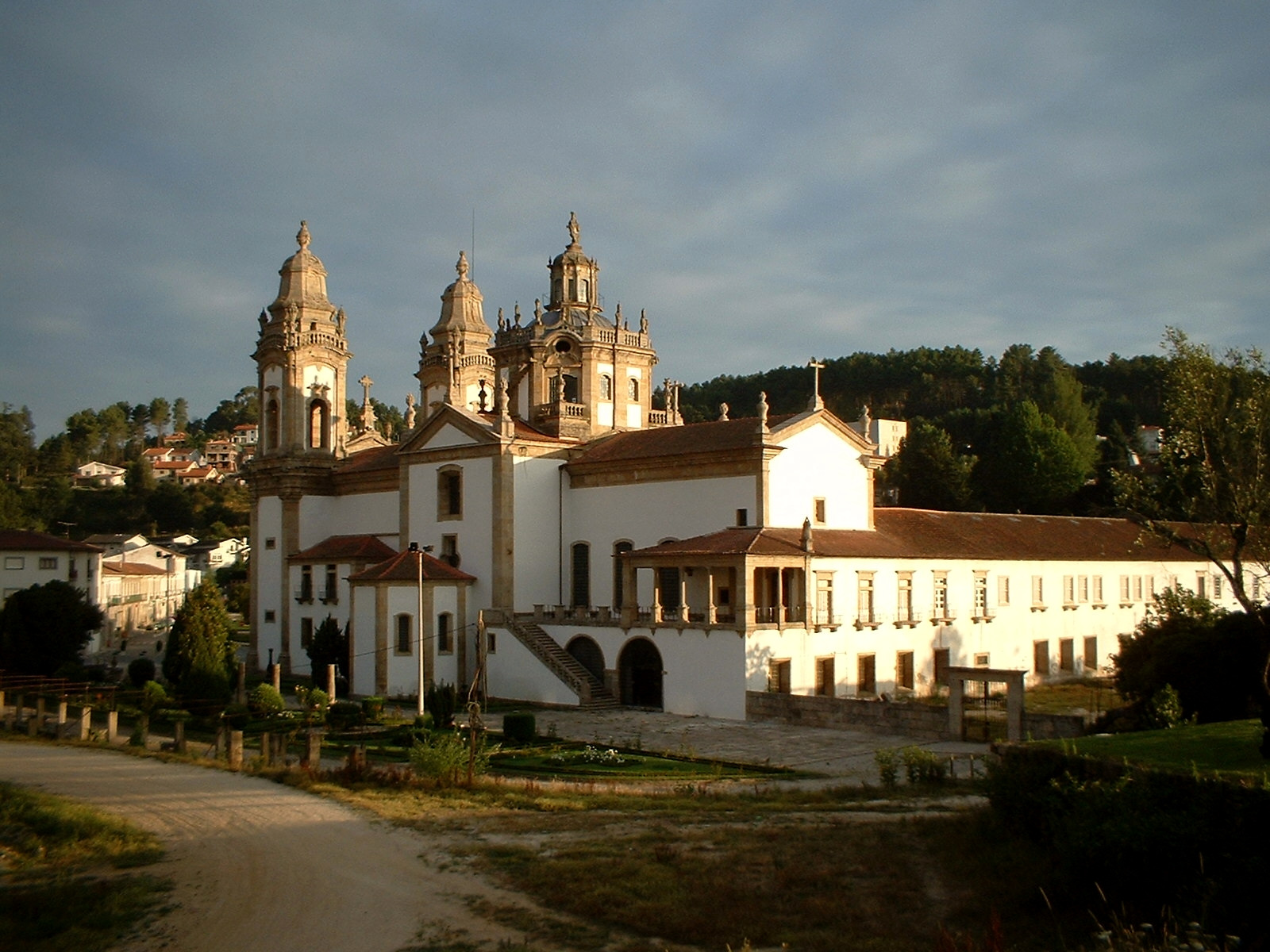